# S/2007 (119979) 1
S/2007 (119979) 1 ist ein Mond des transneptunischen Objektes (119979) 2002 WC19, welcher bahndynamisch als Twotino eingestuft ist. Der Begleiter weist etwa ein Drittel bis ein Viertel des Durchmessers der Mutterplanetoiden auf.

## Entdeckung und Benennung
S/2007 (119979) 1 wurde am 5. November 2006 von einem Astronomenteam, bestehend aus Keith Noll, Will Grundy, Susan Benecchi, Harold Levison und Denise Stephens, auf Aufnahmen von 2002 WC19 mit dem Hubble-Weltraumteleskop entdeckt. Die Entdeckung wurde am 27. Februar 2007 bekanntgegeben, der Mond erhielt die vorläufige Bezeichnung S/2007 (119979) 1. (Stand 2. März 2019)

## Bahneigenschaften
S/2007 (119979) 1 umläuft das gemeinsame Baryzentrum auf einer elliptischen Umlaufbahn in einem mittleren Abstand von 4090 km Abstand zum Planetoiden (15,58 2002 WC19- bzw. 64,92 S/2007 (119979) 1-Radien) gefunden und benötigt dafür 8 Tage 9 Stunden 40,3 Minuten, was 14258,1 Umläufen in einem 2002 WC19–Jahr entspricht. Die Bahnexzentrizität beträgt 0,2, die Bahnneigung ist derzeit noch unbekannt.

## Größe
Der Durchmesser von S/2007 (119979) 1 wird derzeit auf 126 km geschätzt, ausgehend von einem geschätzten Rückstrahlvermögen von 5 %, analog zum Mutterplanetoiden. Die Entdeckung des Mondes scheint keinen nennenswerten Einfluss auf die Größenbestimmung des Mutterplanetoiden zu haben, welcher nach aktuellen Schätzungen nach wie vor eine Größe von 525 km besitzt. Damit dürfte S/2007 (119979) 1 24 % des Durchmessers von 2002 WC19 aufweisen. Der Durchmesser des Mondes könnte allerdings bis zu 31,6 ± 0,059 % des Planetoiden betragen, was seinen Durchmesser auf 166 km erhöhen würde, ausgehend von einer Größe von 525 km für 2002 WC19. Bisher fand noch keine Berechnung der Masse des Systems statt.
Die scheinbare Helligkeit von S/2007 (119979) 1 beträgt 24,2 m.
| Jahr                                         | Abmessungen km | Quelle       |
| -------------------------------------------- | -------------- | ------------ |
| 2014                                         | 126,0          | Grundy u. a. |
| 2015                                         | 139,0          | Johnston     |
| Die präziseste Bestimmung ist fett markiert. |                |              |